# Totally Rad
 (novembre 2015).
Si vous disposez d'ouvrages ou d'articles de référence ou si vous connaissez des sites web de qualité traitant du thème abordé ici, merci de compléter l'article en donnant les références utiles à sa vérifiabilité et en les liant à la section « Notes et références ».
Totally Rad, sorti au Japon sous le nom de Magic John (マジック・ジョン Majikku Jon), est un jeu d'action plates-formes en 2D, développé par Aicom et publié par Jaleco. Il est sorti au Japon sur Famicom le 28 septembre 1990, suivi de l'Europe et l'Amérique du Nord.

## Synopsis
Jake (John dans la version japonaise), un apprenti magicien entrainé par Zebediah (Pong dans la version japonaise), a pour mission de sauver son amie Lisa (Yuu dans la version japonaise) qui a été enlevée par un Roi Démon.

## Système de jeu
Jake possède plusieurs magies pour attaquer ses ennemis, ainsi que 3 métamorphoses animales (chat, oiseau et poisson) anthropomorphes qui ont leur propre pouvoir et agilité.
Le jeu a 5 niveaux gardés par des bosses de grande taille et singuliers.
Les versions américaine et japonaise diffèrent. Outre leur noms, les personnages qui sont des enfants dans la version japonaise, ont été vieillis en adolescents pour la version américaine du jeu.